# Psilocybe peruviana
Psilocybe peruviana es una especie de hongo basidiomiceto de la familia Hymenogastraceae. Se han encontrado especímenes en Ecuador, Perú y tal vez en Colombia.

## Taxonomía
Psilocybe peruviana fue descrita como nueva para la ciencia por el micólogo estadounidense Rolf Singer y publicada en la revista científica Mycologia 51: 578-594 en 1960.
En Colombia, se identificó en el municipio de Dagua, a 1600 m s.n.m. sobre un musgo en un bosque de roble andino (Quercus sp.) en 1968. No obstante, el micólogo mexicano Gastón Guzmán argumentó en 1995 que los pleurocistidios del espécimen hallado son más delgados que el hallado por Rolf Singer en Perú: 14,5-26,4 x 6.5 7-9,5 µm vs 16-32 x 10-13,5 µm, por lo que probablemente sea un nuevo taxon pero «por el momento conviene considerarlo conespecífico a P. peruviana ya que el material del espécimen en escaso por el momento».